# Rhamnus punctatus
Rhamnus punctatus är en brakvedsväxtart som beskrevs av Pierre Edmond Boissier. Rhamnus punctatus ingår i släktet getaplar, och familjen brakvedsväxter. Inga underarter finns listade i Catalogue of Life.